# Galgan
Galgan é uma comuna francesa na região administrativa de Occitânia, no departamento de Aveyron. Estende-se por uma área de 20,37 km². Em 2010 a comuna tinha 378 habitantes (densidade: 18,6 hab./km²).